# Paul Déroulède
Paul Déroulède (París, 2 de septiembre de 1846-Niza, 30 de enero de 1914) fue un dramaturgo, poeta y político nacionalista francés, figura del boulangismo y miembro fundador de la Liga de Patriotas.

## Biografía

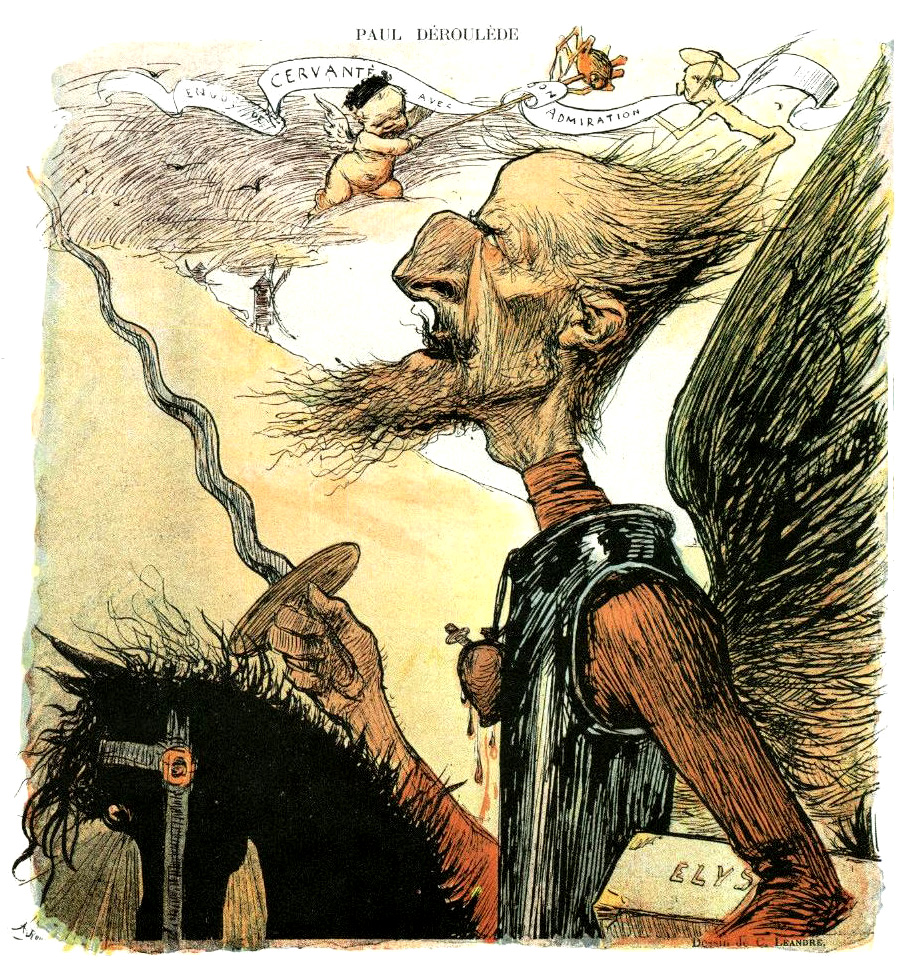
Caricatura de Déroulède publicada en 1899

Nacido el 2 de septiembre de 1846 en París, militó en el ejército entre 1870 y 1874. Déroulède, que fue uno de los fundadores de la Liga de Patriotas en 1882, se convirtió en su presidente el 13 de mayo de 1885. A lo largo de su carrera política, fue diputado por Charente entre 1889 y 1893 y entre 1898 y 1899.
Se declaraba «cristiano republicano», a pesar de que no era practicante. Apodado despectivamente por los guesdistas como «Déroulédindon», Déroulède, que lideró la defensa del ejército francés durante el Caso Dreyfus, fue uno de los protagonistas detrás del golpe de Estado fallido contra la Tercera República de febrero de 1899. Resultó condenado a 10 años de destierro y se exilió en San Sebastián, España.
Falleció el 30 de enero de 1914 en Mont Boron, Niza.

## Bibliografía

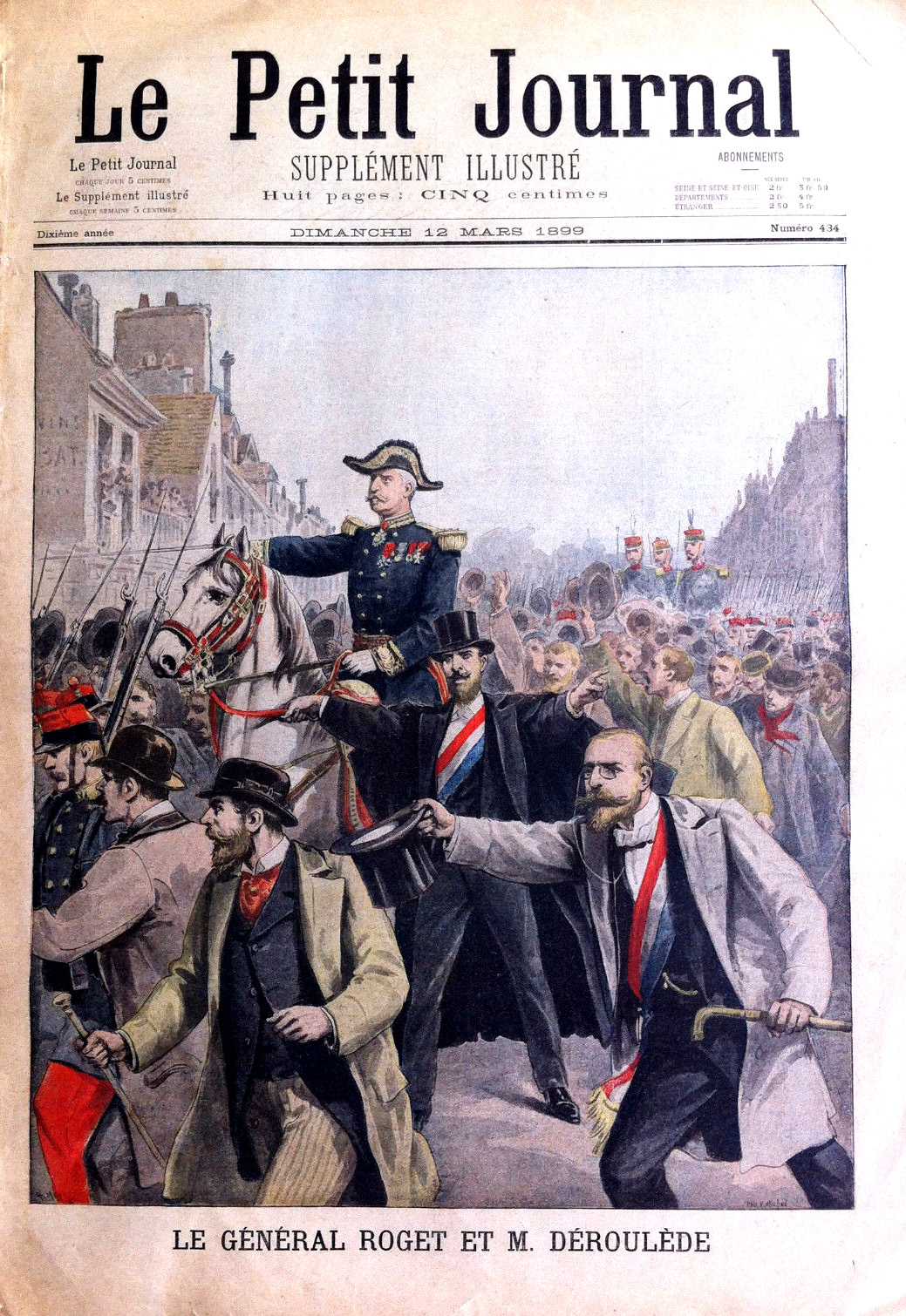
Dèroulède sujetando el caballo del general Roget durante la tentativa de golpe de estado; Le Petit Journal, 12 de marzo de 1899.